# Liste der Naturdenkmäler im Bezirk Südoststeiermark
Die Liste der Naturdenkmäler im Bezirk Südoststeiermark listet 46 als Naturdenkmal ausgewiesenen Objekte im Bezirk Südoststeiermark im Bundesland Steiermark auf. Bei den Naturdenkmälern handelt es sich vorwiegend um Bäume oder Baumgruppen, ein Naturdenkmal ist eine geschützte Gesteinsformation. Unter den als Naturdenkmälern ausgewiesenen Bäumen und Baumgruppen befinden sich verschiedene heimische aber auch exotische Arten, darunter viele Stieleichen (Quercus robur) und Winter-Linden (Tilia cordata). Räumlich verteilen sich die Naturdenkmäler insbesondere über die Stadtgemeinde Bad Radkersburg, wo sich alleine neun Naturdenkmäler (20 % der Naturdenkmäler des Bezirks) befinden. Zudem bestehen in Klöch vier und in Sankt Anna am Aigen drei Naturdenkmäler.

## Naturdenkmäler
Die Vorsortierung der Tabelle ist alphabetisch nach Gemeindenamen und KG.
| Foto |                 | Name                                     | ID     | Standort                                                                                | Beschreibung | Fläche | Datum      |
| ---- | --------------- | ---------------------------------------- | ------ | --------------------------------------------------------------------------------------- | --- | ------ | ---------- |
| 1    | Datei hochladen | Mammutbaum                               | 251313 | Bad Gleichenberg KG: Bad Gleichenberg GrStNr: 41/5 Standort                             | Der Riesenmammutbaum (lateinisch: Sequoiadendron giganteum) steht inmitten des 20 Hektar großen Kurparks in Bad Gleichenberg. Der Sämling war 1872 ein Geschenk des Grafen d’Orsay an den Gleichenberger und Johannisbrunner Aktienverein. Am 26. Mai 2020 wurde dieser von einem Blitz getroffen und um die Spitze gekürzt. | 263 m² | 08.03.2017 |
| 1    | Datei hochladen | Feldahorn (Acer campestre)               | 1262   | Bad Radkersburg KG: Dedenitz GrStNr: 682 Standort                                       | Der Feldahorn steht als Solitärbaum für das Landschaftsbild prägend inmitten einer ausgeräumten intensiv genutzten Kulturlandschaft. Der Solitärbaum ist ca. 80 Jahre alt, hat eine Höhe von ca. 18 m, eine Kronenbreite von ca. 15 m und einen Stammumfang von 2,4 m. In unmittelbarer Nähe führt südlich ein Wirtschaftsweg in westöstlicher Richtung; ansonsten wird der Baum abgesehen von einer kleinen Grünfläche von Agrarflächen umgeben. Schon von Weitem ist der Baum in seinem Erscheinungsbild als dominant zu bezeichnen. In unmittelbarer Nähe sind keine weiteren Strukturelemente vorhanden, die als unbedingt schützenswert anzusehen sind. Deshalb kann der Feldahorn als Einzelschöpfung der Natur angesehen werden. | 58 m²  | 13.12.1999 |
| 1    | Datei hochladen | Stieleiche (Quercus robur)               | 1106   | Bad Radkersburg KG: Goritz bei Radkersburg GrStNr: 655 Standort                         | Die Eiche stellt als Solitärbaum ein markantes Denkmal für die umgebende Landschaft dar; sie kann als Relikt eines ehemals dichteren Eichenbewuchses in dieser Gegend betrachtet werden. Der Zustand des Baumes ist als gesund anzusehen, die Belaubung entspricht der Zustandsklasse I-II, d. h. der Belaubungsgrad liegt bei 90–95 %. Das Alter ist im speziellen Fall schwer zu schätzen, da keine Kernbohrung vorgenommen wurde, doch kann es mit 80–100 Jahren angenommen werden. Maße: Höhe ca. 20 m, Kronenbreite 20,5 m, Umfang 3,95 m. | 352 m² | 31.07.1995 |
| 1    | Datei hochladen | Stieleiche (Quercus robur)               | 1555   | Bad Radkersburg KG: Goritz bei Radkersburg GrStNr: 313; 314 Standort                    | Die Stieleiche (Quercus petraea) befindet sich 410 m südlich des Zollhäuschens der Grenzübertrittsstelle Goritz bei Radkersburg. Der Baum selbst weist eine Höhe von 18 m, einen Stammumfang in Brusthöhe von 2,43 m und einen Kronendurchmesser von 16 m auf. Das Alter wird auf ca. 80 Jahre geschätzt. Der Baum kann als Einzelschöpfung der Natur angesehen werden. Das Erscheinungsbild des Baumes ist so markant, dass er weithin aus der Landschaft herausragt. | 216 m² | 18.03.2011 |
| 1    | Datei hochladen | Spitzahorn (Acer platanoides)            | 1401   | Bad Radkersburg KG: Kellerdorf GrStNr: 3/3 Standort                                     | In der KG Kellerdorf auf Grundstück Nr. 3/3, befindet sich ein Spitzahorn in Solitärlage. Der Standort befindet sich inmitten landwirtschaftlich genutzter Flächen (Mais) unmittelbar neben einem Feldweg, der im Bereich des Baumes von Südost in Richtung Westen abbiegt und in weiterer Folge zum Drauchenbach führt (Entfernung ca. 150 m). Ansonsten sind keine wesentlichen Fixpunkte zur Auffindung des Baumes vorhanden. Der Baum weist eine Höhe von ca. 12 m, einen Stammumfang gemessen in Brusthöhe von 1,62 m und einen Kronendurchmesser von 12 m auf. Das Alter beträgt nach Aussage des Vertreters der Berg- und Naturwacht, Ortseinsatzstelle Bad Radkersburg, ca. 30 Jahre. | 37 m²  | 21.11.2003 |
| 1    | Datei hochladen | Stieleiche (Quercus robur)               | 1390   | Bad Radkersburg KG: Laafeld GrStNr: 1123 Standort                                       | In der KG Laafeld auf Grundstück Nr. 1123 befindet sich eine Stieleiche (Quercus robur) auf einer Wiesenfläche im Kreuzungsbereich der Landesstraße L 205 bzw. der Gemeindestraße. In einer Entfernung von ca. 13 m befindet sich im östlichen Bereich ein Bildstock. Der Baum selbst weist eine geschätzte Höhe von ca. 30 m, einen Stammumfang gemessen in Brusthöhe von 4,70 m (2016) und einen Kronendurchmesser von 33 m auf. Das Alter ist nach Aussage eines Anrainers ca. 120 Jahre. | 667 m² | 24.11.2003 |
| 1    | Datei hochladen | Stieleiche (Quercus robur)               | 1391   | Bad Radkersburg, Laafeld 28 KG: Laafeld GrStNr: 1131 Standort                           | In der KG Laafeld, auf Grundstück Nr. 1131, befindet sich eine Stieleiche (Quercus robur) auf einer Wiesenfläche im Kreuzungsbereich der Landesstraße L 205 bzw. der Gemeindestraße. In einer Entfernung von ca. 85 m befindet sich im östlichen Bereich ein Buswartehäuschen. Der Baum selbst weist eine geschätzte Höhe von ca. 25 bis 30 m, einen Stammumfang gemessen in Brusthöhe von 3,50 m und einen Kronendurchmesser von 18 m auf. Das Alter ist nach Aussage eines Anrainers ca. 80 bis 100 Jahre. | 375 m² | 21.11.2003 |
| 1    | Datei hochladen | Stieleiche                               | 1564   | Bad Radkersburg KG: Radkersburg GrStNr: 357 Standort                                    | Auf dem Grundstück Nr. 357, KG Radkersburg befindet sich eine Stieleiche (Quercus robur L.), die im Besitz der Stadtgemeinde Bad Radkersburg steht. Der genaue Standort befindet sich ca. 200 m südöstlich (gemessen von der gedachten Verlängerung des Fußballstadions Richtung Mur, entlang des Murbegleitweges) des Fußballstadions am linken Murufer direkt neben dem Begleitweg der Mur. Dieser Bereich liegt im Europaschutzgebiet Nr. 15 „Steirische Grenzmur mit Gamlitzbach und Gnasbach“ und hat groß Bedeutung als Naherholungsgebiet für die Bewohner der Stadt Bad Radkersburg, Touristen und Kurgäste. Genutzt wird dieses Grundstück als Wald. Gegenständlicher Baum weist eine Höhe von ca. 20–25 m und einen Kronendurchmesser von ca. 20 m auf. Sein Stammumfang beträgt in Brusthöhe 3,50 m. Bis in eine Höhe von ca. 5,00 m ist ein erkennbarer Hauptstamm ausgebildet. Ab dieser Höhe gehen fünf gleichrangige Seitenäste ab, die eine schirmförmige Krone bilden. Der Baum weist in seiner Erscheinungsform völlige Vitalität auf. Sein Alter wird auf ca. 200 Jahre geschätzt. Das unmittelbare Umfeld dieser Stieleiche wird vorwiegend durch Robinien geprägt. Gleichrangige Eichen sind auch im weiteren Umfeld nicht vorhanden. Aufgrund der Mächtigkeit und der Form kann dieser Baum als hervorragende Einzelschöpfung der Natur bezeichnet werden und vermittelt durch seinen Standort im Nahbereich der Mur und beginnenden Auwald den Eindruck eines Vorpostens zu den östlich noch vorhandenen Auen. | 554 m² | 20.02.2012 |
| 1    | Datei hochladen | Stieleiche                               | 1509   | Bad Radkersburg KG: Zelting GrStNr: 556 Standort                                        | Bei dem Baum handelt es sich um eine etwa 100-jährige Stieleiche (Quercus robur). Der Baum stockt auf dem Grundstück Nr. 556, KG Zelting. Der Baum weist eine geschätzte Höhe zwischen 20 und 25 Metern, eine Kronenbreite von ca. 20 Metern, einen errechneten Durchmesser von einem Meter und einen Umfang gemessen in Brusthöhe von 3,10 Metern auf. Der Belaubungsgrad dürfte auf Grund der fortgeschrittenen Jahreszeit (Erhebung Jänner 2006) und des festgestellten Totholzanteiles nach der Bewertungsskala (1–5) zwischen 4 und 5 liegen. Der Baum ist weithin sichtbar und steht alleine im Bereich einer Gemeindestraßenkreuzung. Freistehende Bäume dieser Art sind heute in der Region schon sehr selten. | 114 m² | 12.05.2006 |
| 1    | Datei hochladen | Winterlinde (Tilia cordata)              | 507    | Edelsbach bei Feldbach, Edelsbach 2 KG: Edelsbach Standort                              | | 77 m²  | 01.09.1978 |
| 1    | Datei hochladen | Blutbuche (Fagus sylvatica atropurpurea) | 514    | Fehring, nahe Pertlstein 50 KG: Pertlstein GrStNr: 477 Standort                         | | 147 m² | 08.11.1979 |
| 1    | Datei hochladen | Mammutbaum (Sequoiadendron giganteum)    | 521    | Fehring, Petzelsdorf 73 KG: Petzelsdorf GrStNr: 272/2 Standort                          | Der Baum hatte im Jahre 2015 einen Umfang von 4,40 m (in Brusthöhe gemessen). | 30 m²  | 14.08.1985 |
| 1    | Datei hochladen | Winterlinde (Tilia cordata)              | 513    | Feldbach, Grazer Straße 9 KG: Feldbach GrStNr: 59/1 Standort                            | | 225 m² | 15.06.1978 |
| 1    | Datei hochladen | Stieleiche (Quercus robur)               | 518    | Feldbach, bei Gniebing 180 KG: Gniebing GrStNr: 1498/21; 1499/1 Standort                | | 130 m² | 26.08.1982 |
| 1    | Datei hochladen | Stieleiche                               | 1510   | Halbenrain KG: Dornau GrStNr: 106 Standort                                              | Bei dem auf Grundstück Nr. 106, EZ. 2 in der KG Dornau, Marktgemeinde Halbenrain, stehenden Baum handelt es sich um eine Stieleiche (Quercus robur). Der Baum befindet sich im unmittelbaren Bereich der Gemeindestraße zum Ortsbereich Dornau, das heißt 100 Meter östlich der B 69/L 62 ca. drei Meter vom Straßenrand entfernt. Daran angrenzend befindet sich eine Wiese bzw. ein Acker. Der Baum weist eine Höhe von ca. 25 Metern auf, der Stammumfang gemessen in Brusthöhe exakt 3,50 Meter. Der Kronendurchmesser wird mit 20 Metern angegeben. Nach eigener Schätzung bzw. laut Angaben von Max Fochtmann wird das Alter auf ca. 200 Jahre geschätzt. Soweit ersichtlich, ist der Belaubungsgrad der Eiche als hochgradig (nach Belaubungsskala 3–4, wobei 4 den besten Belaubungsgrad darstellt) zu bezeichnen. Der Totholzanteil ist als gering anzusehen. Eine diesbezügliche Sanierung ist derzeit nicht erforderlich. Der Baum bildet ein weithin sichtbares typisches Element der südsteirischen Landschaft. Markante Bäume dieser Spezies sind deshalb zu erhalten, da in den letzten Jahren ein sichtbarer Schwund derartiger Bäume zu verzeichnen ist (unkontrolliertes Fällen und geringe Ergänzung). Weiters bilden alte Eichen einen Wohn- und Nahrungsraum für zahlreiche, früher häufige, heute seltene Tierarten, wie z. B. den Bockkäfer (Eichenbock), Schmetterlinge, Pyramideneule, Birkenspanner und Vögel (Eichelhäher, Stare).                                                                         | 97 m²  | 19.06.2006 |
| 1    | Datei hochladen | Stieleiche (Quercus robur)               | 516    | Jagerberg, Wetzelsdorf bei Jagerberg 1 KG: Wetzelsdorf GrStNr: 1467 Standort            | | 791 m² | 24.03.1981 |
| 1    | Datei hochladen | Stieleiche (Quercus robur)               | 1289   | Kirchbach-Zerlach KG: Kirchbach in Steiermark GrStNr: 1334 Standort                     | | 98 m²  | 22.05.2000 |
| 1    | Datei hochladen | Eiche (Quercus sp.)                      | 523    | Kirchbach-Zerlach, Zerlach 40 KG: Zerlach GrStNr: 2700 Standort                         | | 78 m²  | 06.05.1996 |
| 1    | Datei hochladen | Stieleiche (Quercus robur)               | 1103   | Klöch KG: Deutsch Haseldorf GrStNr: 20 Standort                                         | | 215 m² | 17.07.1992 |
| 1    | Datei hochladen | Stieleiche (Quercus robur)               | 1104   | Klöch KG: Deutsch Haseldorf GrStNr: 20 Standort                                         | | 314 m² | 16.07.1992 |
| 1    | Datei hochladen | Eiche (Quercus robur)                    | 1107   | Klöch KG: Gruisla GrStNr: 1079 Standort                                                 | Umfang im Jahr 2015 war 3,10 m (in Brusthöhe gemessen). | 177 m² | 19.07.1995 |
| 1    | Datei hochladen | Stieleiche (Quercus robur)               | 1101   | Klöch, Klöchberg 165 KG: Klöchberg GrStNr: 1134/2 Standort                              | Die Eiche hatte 2016 einen Umfang von 1,95 m in 1,50 m Höhe gemessen. | 126 m² | 27.12.1993 |
| 1    | Datei hochladen | Stieleiche (Quercus robur)               | 1095   | Mureck KG: Hainsdorf GrStNr: 829 Standort                                               | Diese Eiche wurde gefällt. Im Bild die Ersatzpflanzung. | 154 m² | 06.03.1985 |
| 1    | Datei hochladen | Stieleiche (Quercus robur)               | 1100   | Mureck KG: Mureck GrStNr: .30; 28 Standort                                              | | 286 m² | 19.02.1987 |
| 1    | Datei hochladen | Winterlinde (Tilia cordata)              | 508    | Paldau KG: Axbach GrStNr: 587/1 Standort                                                | Die Linde hatte 2016 einen Umfang von 2,15 m in 1,5 m Höhe. Eindrucksvoll ist der alte Birnbaum daneben. | 273 m² | 04.11.1977 |
| 1    | Datei hochladen | Winterlinde (Tilia cordata)              | 501    | Paldau, bei Saaz 27 KG: Saaz GrStNr: 114; 116/2 Standort                                | | 156 m² | 28.08.1978 |
| 1    | Datei hochladen | Winterlinde (Tilia cordata)              | 1384   | Pirching am Traubenberg, Frannach 2 KG: Frannach Standort                               | | 294 m² | 13.05.2003 |
| 1    | Datei hochladen | Rotbuche (Fagus sylvatica)               | 1508   | Riegersburg KG: Riegersburg GrStNr: 656 Standort                                        | | 354 m² | 18.07.2006 |
| 1    | Datei hochladen | Stieleiche (Quercus robur)               | 1554   | Riegersburg KG: St. Kind GrStNr: 1408 Standort                                          | | 363 m² | 04.08.2011 |
| 1    | Datei hochladen | Stieleiche (Quercus robur)               | 1534   | Sankt Anna am Aigen, gegenüber Gießelsdorf 111 KG: Gießelsdorf GrStNr: 1885/62 Standort | | 97 m²  | 03.05.2011 |
| 1    | Datei hochladen | Winterlinde (Tilia cordata)              | 1533   | Sankt Anna am Aigen, Hochstraden 7 KG: Hochstraden Standort                             | | 93 m²  | 09.02.2009 |
| 1    | Datei hochladen | Hirschbirnbaum (Pyrus communis var.)     | 1399   | Sankt Anna am Aigen, Jamm 91 KG: Jamm GrStNr: 251/1 Standort                            | | 177 m² | 03.04.2004 |
| 1    | Datei hochladen | Stieleiche                               | 1563   | Sankt Peter am Ottersbach KG: Dietersdorf GrStNr: 170/1 Standort                        | | 464 m² | 22.02.2012 |
| 1    | Datei hochladen | Stieleiche (Quercus robur)               | 1490   | Straden, Stainz bei Straden 88 KG: Stainz bei Straden GrStNr: 43/2 Standort             | Der Baum hatte 2015 einen Umfang von 2,90 m (in Brusthöhe gemessen). | 330 m² | 14.03.2006 |
| 1    | Datei hochladen | Atlaszeder (Cedrus atlantica)            | 1099   | Straden, Straden 1 KG: Straden GrStNr: 51/1; 51/2 Standort                              | Anmerkung: Nach Vorortbeschreibung: Atlaszeder (Cedrus atlatica) | 144 m² | 22.08.1985 |
| 1    | Datei hochladen | Basaltspalte                             | 1109   | Tieschen KG: Pichla bei Radkersburg GrStNr: 36/27 Standort                              | Die Basaltspalte von Tieschen entstand durch vulkanische Aktivitäten glutflüssiger Gesteinsschmelze. | 247 m² | 04.12.1998 |
| 1    | Datei hochladen | Schwarzpappel (Populus nigra)            | 526    | Unterlamm KG: Oberlamm GrStNr: 860 Standort                                             | | 401 m² | 17.03.1998 |
| 1    | Datei hochladen | Platane                                  | 267107 | Bad Radkersburg KG: Altneudörfl GrStNr: 547/1 Standort                                  | | 470 m² | 02.10.2022 |

## Ehemalige Naturdenkmäler
| Foto |                 | Name                                     | ID   | Standort                                                                                     | Beschreibung | Fläche | Datum      |
| ---- | --------------- | ---------------------------------------- | ---- | -------------------------------------------------------------------------------------------- | --- | ------ | ---------- |
| 1    | Datei hochladen | Stieleiche (Quercus robur)               | 1556 | Bad Radkersburg KG: Goritz bei Radkersburg GrStNr: 667 Standort                              | Auf Grundstück Nr. 667, EZ 50000, KG Goritz bei Radkersburg befindet sich eine Stieleiche. Der Baum befindet sich ca. 50 m östlich eines Feldkreuzes neben einer kleinen Brücke (Wiesengraben). Der Baum kann als Einzelschöpfung der Natur angesehen werden. Das Erscheinungsbild des Baumes ist so markant, dass er weithin aus der Landschaft herausragt. | 228 m² | 18.03.2011 |
| 1    | Datei hochladen | Birnbaum (Pyrus communis)                | 520  | Eichkögl, Erbersdorf 27 KG: Erbersdorf GrStNr: .61 Standort                                  | | 43 m²  | 15.07.1985 |
| 1    | Datei hochladen | Hirschbirnbaum (Pyrus communis var.)     | 1402 | Feldbach, Oedt 41 KG: Oedt GrStNr: 547/4 Standort                                            | | 218 m² | 24.06.2004 |
| 1    | Datei hochladen | Edelkastanie (Castanea sativa)           | 1540 | Gnas KG: Raning GrStNr: .1 Standort                                                          | Der Baum hatte im Jahre 2016 einen Umfang von 4 m in Brusthöhe.Anmerkung: Laut GIS ist der Bescheid von BH Fürstenfeld ausgestellt worden(??). | 72 m²  | 20.10.2009 |
| 1    | Datei hochladen | Winterlinde (Tilia cordata)              | 517  | Jagerberg, Jagerberg 95 KG: Jagerberg GrStNr: .20/1 Standort                                 | | 106 m² | 23.04.1981 |
| 1    | Datei hochladen | Edelkastanie (Castanea sativa)           | 499  | Kapfenstein KG: Kapfenstein GrStNr: 772 Standort                                             | | 49 m²  | 31.08.1978 |
| 1    | Datei hochladen | Winterlinde (Tilia cordata)              | 511  | Kirchberg an der Raab, Fladnitz im Raabtal 94 KG: Fladnitz im Raabtal GrStNr: 494/1 Standort | | 40 m²  | 21.02.1978 |
| 1    | Datei hochladen | Blutbuche (Fagus sylvatica atropurpurea) | 1102 | Mureck, Bahnhofstraße 13 KG: Mureck GrStNr: .169/1 Standort                                  | | 176 m² | 04.04.1993 |
| 1    | Datei hochladen | Edelkastanie (Castanea sativa)           | 497  | Sankt Anna am Aigen KG: Gießelsdorf GrStNr: 223/1 Standort                                   | Dieser eindrucksvolle Baum hatte 2015 ohne die mächtigen zwei Seitenstämme einen Umfang von 5,80 m (in Brusthöhe gemessen) und ist geschätzte 900 Jahre alt. | 29 m²  | 28.08.1978 |

| Foto:                    | Fotografie des Naturdenkmals. Klicken des Fotos erzeugt eine vergrößerte Ansicht. Daneben finden sich zwei Symbole: \| Weitere Bilder vorhanden \| Das Symbol bedeutet, dass weitere Fotos des Objekts verfügbar sind. Durch Klicken des Symbols werden sie angezeigt. \| \| Eigenes Foto hochladen \| Durch Klicken des Symbols können weitere Fotos des Objekts in das Medienarchiv Wikimedia Commons hochgeladen werden. \| |
| Name:                    | Bezeichnung des Naturdenkmals laut offiziellen Quellen |
| ID                       | Identifikator |
| Standort:                | Es ist die Gemeinde und falls vorhanden die Adresse angegeben. Darunter sind die Katastralgemeinde (KG) und die Grundstücksnummer angeführt. Durch Aufruf des Links Standort wird die Lage des Denkmals in verschiedenen Kartenprojekten angezeigt. |
| Beschreibung             | Kurze Beschreibung des Naturdenkmals |
| Fläche                   | Fläche des Naturdenkmals in Hektar (ha) |
| Datum                    | Datum oder Jahr der Unterschutzstellung |
| Weitere Bilder vorhanden | Das Symbol bedeutet, dass weitere Fotos des Objekts verfügbar sind. Durch Klicken des Symbols werden sie angezeigt. |
| Eigenes Foto hochladen   | Durch Klicken des Symbols können weitere Fotos des Objekts in das Medienarchiv Wikimedia Commons hochgeladen werden. |